# Polyrhachis escherichi
Polyrhachis escherichi é uma espécie de formiga do gênero Polyrhachis, pertencente à subfamília Formicinae.